# Чуйков Єгор Сергійович
Єго́р Сергі́йович Чуйко́в (нар. 1915 — пом. 1963) — радянський військовик, учасник битви на озері Хасан, німецько-радянської та радянсько-японської воєн, капітан. Герой Радянського Союзу (1938).

## Життєпис
Народився 1915 року в селі Голубинівці, нині — село Жайнак-батира Кербулацького району Алматинської області Казахстану в селянській родині. Українець. Після закінчення сільської школи працював у місцевому колгоспі.
До лав РСЧА призваний 10 жовтня 1937 року Кугалинським РВК Алма-Атинської області. Особливо червоноармієць 95-го стрілецького полку 32-ї стрілецької дивізії (1-ша Приморська армія, Далекосхідний фронт) Єгор Чуйков відзначився в боях біля озера Хасан з 29 липня по 11 серпня 1938 року. Брав участь у п'яти атаках на висоту Безіменну. Був поранений, але залишився в строю, врятував життя командиру роти.
Закінчив Ленінградське військово-політичне училище.
Учасник німецько-радянської війни з 22 червня 1941 року. До серпня 1941 року воював у складі 24-го мотострілецького полку на Північно-Західному фронті; до серпня 1943 року — в складі 320-го стрілецького полку 11-ї стрілецької дивізії на Ленінградському фронті; з 25 листопада 1944 року — заступник командира 1-го стрілецького батальйону зі стройової частини 95-го гвардійського стрілецького полку 31-ї гвардійської стрілецької дивізії (11-та гвардійська армія, 3-й Білоруський фронт). Член ВКП(б) з березня 1942 року. Тричі був поранений (16.08.1941, 06.08.1943, 01.02.1945), востаннє — важко.
Після закінчення війни продовжив військову службу на Далекому Сході. Під час радянсько-японської війни 1945 року був заступником командира батальйону з політичної частини на 1-му Далекосхідному фронті.
Капітан Є. С. Чуйков помер 18 травня 1963 року. Похований на Красненькому кладовищі в Санкт-Петербурзі.

## Нагороди
Указом Президії Верховної Ради СРСР від 25 жовтня 1938 року «за зразкове виконання бойових завдань і геройство, виявлене при обороні району озера Хасан», червоноармійцеві Чуйкову Єгору Сергійовичу присвоєне звання Героя Радянського Союзу. Після встановлення знаку особливої відзнаки, отримав медаль «Золота Зірка» за № 102.
Був також нагороджений орденами Леніна (25.10.1938), Вітчизняної війни 1-го (22.07.1945) і 2-го (03.03.1945) ступенів, Червоної Зірки і медалями.